# Вулиця Давида Кострова
Ву́лиця Давида Кострова — одна з вулиць Кременчука. Протяжність близько 2700 метрів.

## Розташування
Вулиця розташована в східній частині міста, на Третьому занасипу. Починається з вул. Суворова та прямує на північний схід, де виходить за межі міста.
Проходить крізь такі вулиці (від початку до кінця):
- Сурікова
- Саксаганського
- Чехова
- пров. Мічуріна
- пров. Рєпіна
- Паризької Комуни

До 2022 року носила назву - Мічуріна.

## Опис
Вулиця розташована в спальній частині міста. На початку та середині вулиці будинки приватні, а після перетину з вул. Паризької Комуни — багатоповерхові. Одна з центральних, а також найдовша вулиця Третього занасипу.

## Будівлі та об'єкти
- Буд. № 28 — Школа № 3.
- Буд. № 90 — Кременчуцький завод залізобетонних шпал[2][3]